# L'Infidélité d'Ernest
Pour plus de détails, voir Fiche technique et Distribution.
L'Infidélité d'Ernest est un film muet français d'un réalisateur inconnu, produit par la Société cinématographique des auteurs et gens de lettres (S.C.A.G.L), sorti en 1910.

## Fiche technique
- Titre : L'Infidélité d'Ernest
- Réalisation : inconnu
- Scénario : Henri de Gorsse
- Photographie :
- Montage :
- Société de production : Société cinématographique des auteurs et gens de lettres (S.C.A.G.L)
- Société de distribution : Pathé Frères
- Pays d'origine :  France
- Langue : français
- Métrage : 210 mètres
- Format : Noir et blanc — 35 mm — 1,33:1 — Muet
- Genre : Comédie
- Durée : 7 minutes
- Dates de sortie : 
  - France : 4 février 1910

## Distribution
- Charles Prince : Ernest Dutremplin
- Marguerite Brésil : Paméla
- Albens : le suiveur
- Mary Hett : Mme Dutremplin